# Метріч
Метріч (рум. Mătrici) — село у повіті Муреш в Румунії. Входить до складу комуни Ереміту.
Село розташоване на відстані 263 км на північ від Бухареста, 28 км на північний схід від Тиргу-Муреша, 100 км на схід від Клуж-Напоки, 123 км на північний захід від Брашова.

## Населення
За даними перепису населення 2002 року у селі проживали 872 особи.
Національний склад населення села:
| Національність | Кількість осіб | Відсоток |
| -------------- | -------------- | -------- |
| угорці         | 837            | 96,0%    |
| цигани         | 29             | 3,3%     |

Рідною мовою назвали:
| Мова      | Кількість осіб | Відсоток |
| --------- | -------------- | -------- |
| угорська  | 866            | 99,3%    |
| румунська | 5              | 0,6%     |